# 1209
[[Категорија: 1209
.| ]]
Година 1209 (MCCIX) била је проста година која је почела у четвртак.

## Догађаји
- Википедија:Непознат датум — Алеман Волгар, аквилејски патријарх, постао је изабрани кнез Светог римског царства.
- 22. март — Пактом из Спира Отон IV од Брауншвајга споразумео се са папом
- 22. јул — Крсташи су убили више хиљада становника града Безијеа током Албижанског крсташког рата.
- 4. октобар — Папа Иноћентије III је крунисао Отона IV за цара Светог римског царства.

### Децембар
- Википедија:Непознат датум — Фридрих Швапски оженио се Констанцом Арагонском, ћерком краља Петра II.
- Википедија:Непознат датум — Посредством Венеције селџучки Иконијски султанат склопио је тајни савез с Латинским царством док се никејски владар Теодор I Ласкарис ујединио с јерменским краљем Лавом II.
- Википедија:Непознат датум — Након што је потчинио Киргизе и Ојрате из северозападне Монголије, а и Ујгуре настањене на југоистоку Алтаја, Џингис-кан је напао тунгуско краљевство Западни Сја у Хесију и од њега створио своје намесништво.